# Золотой век Нидерландов
Золотой век Нидерландов (нидерл. Gouden Eeuw) — период в истории Нидерландов, в течение которого Республика Соединённых провинций достигла своего расцвета в торговле, науке и искусстве. Максимальный расцвет экономики и культуры Нидерландов пришёлся на XVII век. Начиная с образовавшейся в результате Восьмидесятилетней войны в 1579 году Утрехтской унии, предшественника современных Нидерландов, правительство государства предоставляет большие религиозные свободы своим гражданам в то время, когда большая часть экономики остальной Европы находилась в состоянии стагнации. Со всей Европы в Нидерланды в поисках больших свобод стекаются беженцы, а молодая республика даёт им возможность учиться и работать. Многие писатели и учёные приезжают в Голландию ради возможности публиковать свои работы и преподавать в Лейденском университете, в результате чего страна стала важным центром науки.
В искусстве Золотой век Нидерландов привёл к явлению, известному как Золотой век голландской живописи.

## Временные рамки
Существуют различные мнения о точке отсчёта Золотого века:
- 1588 — дата провозглашения Нидерландов республикой;
- 1602 — дата основания Голландской Ост-Индской компании;
- 1609 — начало Двенадцатилетнего перемирия в Восьмидесятилетней войне за независимость от Испании, приведшего к быстрому росту благосостояния граждан.

Конечной точкой Золотого века считается 1672, год начала Третьей англо-голландской войны, которая шла почти полностью на территории Голландии.

## Причины Золотого века

### Миграция в Голландию квалифицированных рабочих
По условиям капитуляции Антверпена в 1585 году, протестантскому населению (если оно не желало сменить веру) было дано четыре года на то, чтобы уладить свои дела, прежде чем покинуть город и территорию Габсбургов. Подобные меры были предприняты и в других местах. Протестанты были особенно широко представлены среди умелых мастеров и богатых купцов портовых городов Брюгге, Гент и Антверпен. Между 1585 и 1630 годами многие переехали на север, в то время как католики двигались в обратном направлении. Многие из тех, кто двигался на север, поселились в Амстердаме, превратив небольшой порт к 1630 году в один из самых важных портов и торговых центров в мире.
В дополнение к массовой миграции протестантов с юга на север Нидерландов, также существовали притоки ранее бежавших от религиозных преследований беженцев из других стран, особенно евреев-сефардов из Португалии и Испании, а затем протестантов из Франции. Отцы-пилигримы также побывали там перед своим путешествием в Новый Свет.

### Протестантская трудовая этика
Экономисты Рональд Финдли и Кевин Х. О'Рурк приписывают влияние голландцев отчасти их протестантской трудовой этике, основанной на кальвинизме, которая поощряла бережливость и образование. Это способствовало «самым низким процентным ставкам и самым высоким уровням грамотности в Европе. Обилие капитала позволяло поддерживать внушительный запас богатства, воплощённый не только в большом флоте, но и в обильных запасах множества товаров, которые использовались для стабилизации цен и получения прибыли».

### Дешёвые источники энергии
Расцвету торговли, промышленности, искусства и науки в Нидерландах в это время способствовали и поставки дешёвой энергии от ветряных мельниц и торфа, легко транспортируемого по каналам в города[что?]. Изобретение ветряной пилорамы позволило построить огромный флот для торговли по всему миру и для военной защиты экономических интересов республики.

### Возникновение и изобилие корпоративных финансов
В XVII веке голландцы — способные мореплаватели и увлечённые картографы — начали торговать с Дальним Востоком, и по прошествии века они заняли доминирующее положение в мировой торговле, которое ранее занимали португальцы и испанцы.
В 1602 году была основана Голландская Ост-Индская компания (VOC). Это была первая транснациональная корпорация, финансируемая за счёт акций, которая создала первую современную фондовую биржу. Компания получила голландскую монополию на азиатскую торговлю, которую сохраняла в течение двух столетий, и стала крупнейшим торговым предприятием в мире XVII века. Специи импортировались оптом и приносили огромную прибыль из-за усилий, рисков и спроса. Об этом до сих пор помнят в голландском слове peperduur («нечто очень дорогое»), что отражает цены на специи в то время. Для финансирования растущей торговли в регионе в 1609 году был основан Амстердамский банк — предшественник настоящих центральных банков, а возможно, и первый из таковых.
Хотя торговля с Дальним Востоком более известна, главным источником богатства для республики фактически была торговля со странами Балтии и Польшей. Голландцы импортировали огромное количество сыпучих ресурсов, так называемых «Mothertrade» (голл.: Moedernegotie), таких как зерно и древесина, размещая их на складах в Амстердаме, чтобы у Голландии никогда не было недостатка в основных товарах, а также для возможности их продажи с целью получения прибыли. В итоге, в отличие от своих основных соперников, республика не столкнулась с ужасными последствиями неурожая и сопровождаемого им голода, а вместо этого получала прибыль, когда такое случилась в других государствах (неурожаи были обычным явлением во Франции и Англии в XVII веке).

### Географические причины
По словам Рональда Финдли и Кевина Х. О'Рурка, география способствовала процветанию Голландской республики: расположение на полпути между Бискайским заливом и Балтийским морем позволяло голландцам обеспечивать прибыльные посредничество (соль, вино, ткань, а затем серебро, специи и колониальные продукты — на восток, а балтийское зерно, рыбу и военно-морские запасы — на запад).

## Закат
1672 год известен в Нидерландах как Год бедствий (нидерл. Rampjaar). Сначала были внутренние волнения - В Гааге были жестоко убиты два известных политика в период без губернаторов, братья Йохан и Корнелис де Витт. Йохан де Витт пытался назначить Вильгельма III. губернатору, что вместе с усилением экономического и колониального соперничества между Нидерландами и Англией привело ко Второй англо-голландской войне. Голландский флот под руководством де Витта нанес англичанам тяжелые поражения. В 1667 году английский король Карл II подписал Бредский мирный договор, положивший конец войне. Всего год спустя, в 1668 году, бывшие враги объединились со Швецией в тройственном альянсе против Франции, которая вторглась в испанские Нидерланды и была вынуждена прервать Деволюционную войну. Когда в 1672 году разразилась третья англо-голландская война и в то же время французский король Людовик XIV вместе с Кёльном и Мюнстером объявил войну Республике, разразилась Голландская война. Де Витт был свергнут и линчеван вместе со своим братом Корнелисом в Гааге группой сторонников Вильгельма; Вильгельм III Оранский был назначен губернатором. Война оказалась для Англии не очень удачной и закончилась в 1674 г.; война против Франции могла быть прекращена только в 1678 г. Неймегенским миром.
После Славной революции 1688 года английский король Яков II бежал во Францию, царицей была провозглашена его дочь Мария; она должна была править со своим мужем Вильгельмом III. правления, который после падения де Виттов стал штатгальтером, генерал-капитаном и адмиралом Республики Семи Соединенных Нидерландов. Таким образом, Голландия и Англия были объединены в личную унию, и республика стала неотъемлемой частью антифранцузской коалиции при Вильгельме III.
За время правления супругов английскому парламенту, вопреки королевской оппозиции, удалось существенно расширить свои полномочия. Например, был принят Билль о правах, который усилил парламентскую подотчетность министров. Политическая элита стала согласовывать и поддерживать экономические интересы. В 1694 г. был основан Банк Англии как первый государственный банк; парламент гарантировал покрытие государственных облигаций и тем самым создавал к ним доверие. Интересы государства и интересы капитала стали тесно увязываться. Усиление Англии также знаменовало собой постепенный конец Золотого века Нидерландов.
После 1680 года положение Голландской Ост-Индской компании впервые ухудшилось. В Европе цены на перец упали, в то время как спрос на текстиль из Индии, кофе из Мокко и чай из Китая увеличился. Однако у компании было слишком мало драгоценного металла для покупок этих товаров, из-за чего занималась на постоянной основе займами. В то же время ей приходилось иметь дело с английской конкуренцией, которая только набирала финансовую силу. Растущие издержки внешней торговли становились все более тяжелым бременем для компании, как и для страны в целом.
В 1702 году произошли и другие знаменательные события: начало войны за испанское наследство и смерть 52-летнего Вильгельма III. Поскольку он не оставил наследника мужского пола и не был определен однозначный преемник, должность штатгальтера была приостановлена, и произошел возврат к антицентралистской традиции городских регентов. Только в 1747 году Вильгельм IV стал штатгальтером. После Утрехтского мира регенты заняли позицию, согласно которой республика больше не должна играть ведущую роль в международной политике. Это решение фактически было лишь признанием действительности, поскольку из-за разногласий между государствами и сложной системы управления республика с 1715 года практически не имела возможности оказывать какое-либо влияние на международном уровне.
Конечно, сыграли роль и финансовые причины. Плохая экономическая ситуация была вызвана в том числе и тем, что богатые граждане вкладывали свои деньги в соседние страны, а не в свою страну. За это время страну поразили еще две эпидемии. Корабельный червь, завезенный из Карибского моря, нанес огромный ущерб кораблям и многочисленным деревянным столбам на дамбах, из-за чего случались частые наводнения. В то же время свирепствовала чума крупного рогатого скота, которая не только сильно ударила по фермерам, но и остановила экспорт сыра и масла.
Эпоха Просвещения, начавшаяся во Франции, наконец добралась до Нидерландов, где возникли выступавшие за модернизацию и демократизацию патриоты. Увеличивался и социальный разрыв в стране, правители которой всё более отчуждались от народа. Распространяются волнения, разоблачения, недовольства и системная критика неограниченного правления регентов.

## Критика термина
Термин «Золотой век» проблематичен с сегодняшней точки зрения. Богатство Нидерландов в XVII веке в первую очередь основано на обогащении за счет колоний. Таким образом, этот термин описывает одностороннюю перспективу с чисто голландской точки зрения и в то же время скрывает угнетение тех, кто был похищен и продан за это богатство на бесчеловечных условиях. Кража материальных благ и эксплуатация ресурсов на заморских территориях также являются причинами быстрого подъема экономики. С точки зрения рабов, в этом контексте пришлось бы говорить о сером веке. Впрочем, эта тёмная сторона истории почти не обсуждалась публично. Исторический музей Амстердама отреагировал в 2019 году, отказавшись от термина и заменив его нейтральным термином «XVII век». Другой способ нейтрализовать этот термин — говорить о «так называемом Золотом веке».

## Литература

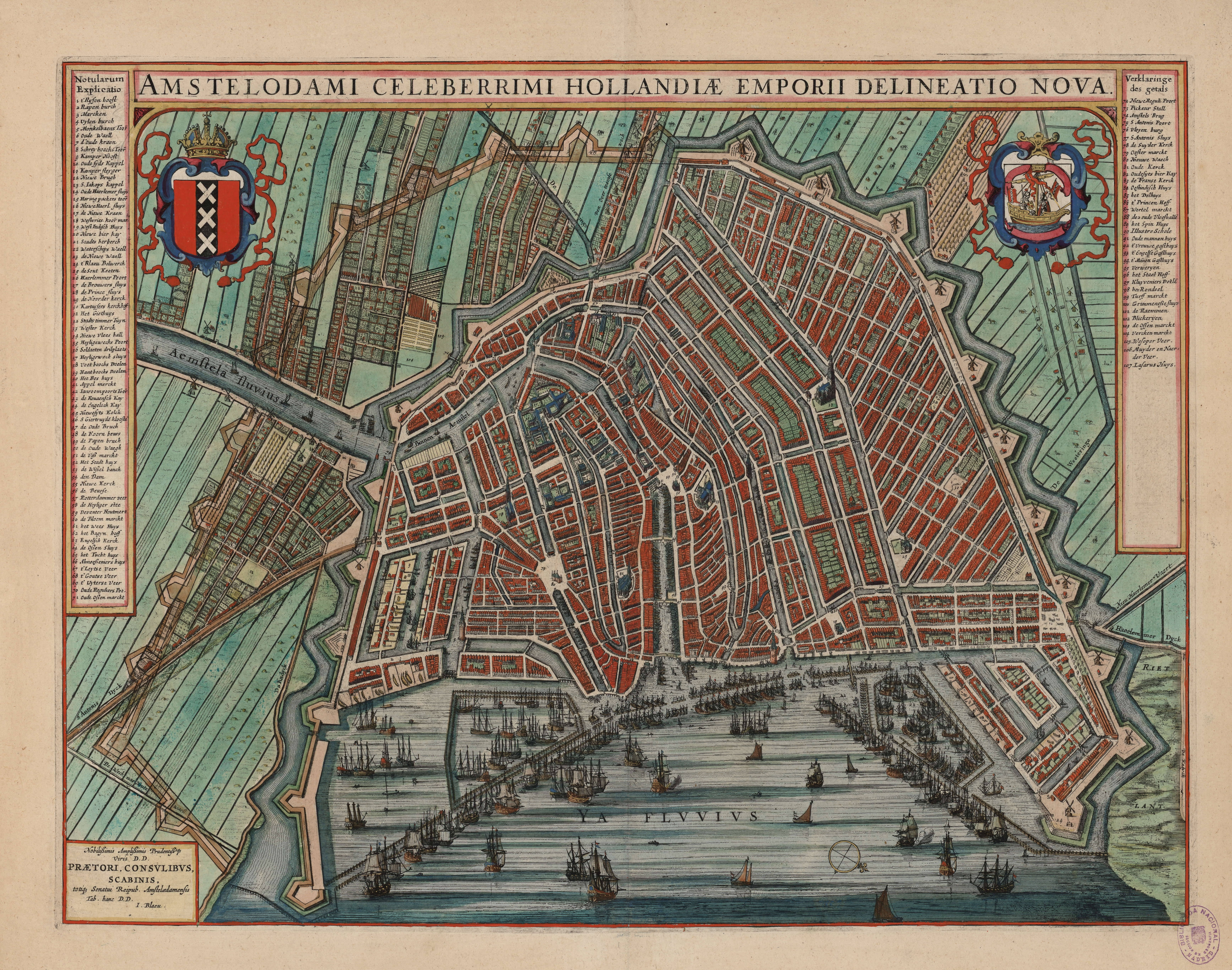
Карта Амстердама работы Я. В. Блау